# Powstanie chłopskie w Salwadorze
Powstanie chłopskie w Salwadorze, La Matanza – zbrojne wystąpienie chłopów w 1932 roku przeciw juncie gen. Maximiliano Martíneza, sprokurowane działaniami oligarchii właścicieli plantacji kawy. W czasie powstania życie straciło 2,5 % mieszkańców Salwadoru.

## Historia

### Przyczyny wybuchu powstania
Wielki kryzys skutkujący pauperyzacją chłopów (u których nastąpił wzrost świadomości społecznej), wywołał wielkie rozgoryczenie.  Protesty chłopskie związane między innymi z brakiem reformy rolnej i upadkiem rządu Arturo Araujo, skierowane były przeciw plantatorom oraz wojskowym. Reakcją rządu na protesty chłopskie były akcje pacyfikacyjne.
Główną przyczyną wybuchu powstania było jednak powiększanie plantacji kawy kosztem drobnych rolników. Działania takie prowadziła oligarchia właścicieli plantacji kawy, kiedy zmonopolizowała władzę w Salwadorze. Wytworzone napięcia społeczne (permanentny konflikt między chłopami a wielkimi plantatorami, dysponującymi 2/3 obszaru plantacyjnego) doprowadziły do wybuchu powstania chłopskiego.

### Przebieg i konsekwencje (La Matanza)
Powstanie wzniecono w styczniu 1932 roku, tuż po przejęciu władzy (4 grudnia 1931) przez gen. Maximiliano Martíneza. Brali  w nim udział Indianie (głównie Pipil), chłopi z zachodu kraju oraz PCS. Plany powstania były znane juncie wojskowej, w związku z czym Farabundo Martí oraz inni przywódcy PCS zostali aresztowani jeszcze przed jego wybuchem. Powstańcy prowadzili główne działania w czterech zachodnich departamentach: Ahuachapán, Sonsonate, Santa Ana i La Libertad, gdzie atakowali wielkie plantacje. Powstanie zostało krwawo stłumione przez gen. Martineza przy użyciu wojska. Doszło do tego, że strzelano do każdego, kto był ubrany jak chłop. Liczbę ofiar, szacuje się na 10 do 30 tysięcy zabitych. Według historyka salwadorskiego Lopeza Vallecillosa liczba zabitych wynosiła 40 tysięcy. Z powodu rządowego bestialstwa zastosowanego przez juntę wojskową, kampanię represji wobec chłopów nazwano la matanza (pol. rzeźnia). 
Farabundo Marti i inni przywódcy PCS zostali rozstrzelani 1 lutego 1932 roku. Rozstrzelano również Feliciano Amę, wodza plemienia Izalco oraz Francisco Sáncheza, przywódcę chłopskiego z departamentu Sonsonate. Uczestnicy powstania byli głównie pochodzenia indiańskiego. W tym czasie najliczniejszą grupę wśród chłopów stanowili Metysi. Z tego powodu powstanie z 1932 roku jest uznawane przez wielu historyków i socjologów salwadorskich za kontynuację ruchu oporu, rozpoczętego przez Anastasio Aquino, wodza Indian Nonualco w 1833 roku – wówczas przeciwko Zjednoczonym Prowincjom Ameryki Środkowej. Brutalność stłumienia powstania może wynikać stąd, że akurat w latach dyktatury Martineza zbiegło się w Salwadorze kilka zjawisk historycznych: oprócz powstania jest dyktatura oligarchów – wielkich rodzin plantatorskich, a także zaczyna się zimna wojna, w której – dla utrzymania władzy – oligarchowie i wojsko stanęły po stronie USA, a więc musiały ostro rozprawiać się z ruchami lewicowymi. W wyniku krwawych represji po powstaniu, które są uznawane przez wielu historyków za ludobójstwo, następuje szybkie i postępujące zanikanie zwyczajów indiańskich.
Po rozgromieniu powstańców gen. Martinez wzmocnił swoją pozycję i rozpoczął dyktaturę wojskową na wzór faszystowski. Także w polityce zagranicznej dokonał on zbliżenia do państw faszystowskich.